# Terence Sanders
Terence Sanders (anglès: Terence Robert Beaumont Sanders)  (Charleville, 2 de juny de 1901 - Dorking, 6 d'abril de 1985) fou un remer irlandès que va competir sota bandera britànica durant la dècada de 1920.
Nascut a Charleville, Irlanda, va estudia a l'Eton College i al Trinity College de la Universitat de Cambridge. Amb Cambridge, juntament amb Robert Morrison, Charles Eley i James MacNabb, que ja havien remat plegats a Eton, van formar la tripulació del quatre sense timoner que guanyà la Stewards' Challenge Cup i la Visitors' Challenge Cup de 1922. El 1923 guanyà novament la Stewards' Challenge Cup. El 1924 va formar part de la tripulació de Cambridge que participà en la Regata Oxford-Cambridge i de la que guanyà la Silver Goblets a Henley juntament amb Charles Eley. El 1924 va prendre part en els Jocs Olímpics de París, on va guanyar la medalla d'or en la competició de quatre sense timoner del programa de rem.
El 1936 Sanders va ser nomenat professor universitari d'enginyeria. El 1941 es va incorporar al Ministeri de Foment i el 1946 va ser nomenat Director Principal de Desenvolupament Tècnic (Defensa). El 1950 va ser guardonat amb l'Orde del Bany. Va deixar l'exèrcit l'any següent amb el rang de coronel. Més endavant fou president de la Buckland Sand and Silica Co. i el 1967 va ser nomenat High sheriff de Surrey i Deputy Lieutenant del Comtat de Surrey.
Va morir a Dorking, Surrey als 83 anys.